# Xanca rogenca
La xanca rogenca (Grallaria rufula) és una espècie d'ocell de la família dels gral·làrids (Grallariidae).

## Hàbitat i distribució
Habita el sotabosc de la selva pluvial a les muntanyes, des de Colòmbia i oest de Veneçuela, cap al sud, a través dels Andes de l'Equador i el Perú fins l'oest de Bolívia.

## Taxonomia
Alguns autors han considerat que aquesta espècie no és monotípica i s'hi han inclòs altres espècies com ara:
- Grallaria saltuensis Wetmore, 1946 - xanca de Perijá[3]